# Ausbilder (Österreich)
Der Ausbilder (Lehrlingsausbilder) im Lehrbetrieb ist in Österreich aufgrund der Ausbilderprüfung für die ordnungsgemäße Ausbildung von Lehrlingen im Rahmen der Dualen Ausbildung befähigt.
Ausbilder ist in vielen Lehrbetrieben kein eigener Beruf. Ein Unternehmen ist verpflichtet einen Ausbilder zu bestellen:
- bei juristischen Personen (z. B. AG, GesmbH) oder
- einer Personengesellschaft des Handelsrechts (OG, KG) oder
- wenn Art und Umfang des Unternehmens eine Ausbildung unter Aufsicht des Lehrberechtigten nicht zulassen (große Anzahl von Lehrlingen oder in Filialbetrieben oder bei Forstbetrieben).

Bei größeren Unternehmen gibt es auch hauptberufliche Ausbilder und teilweise auch Ausbildungsleiter.

## Rechtsgrundlagen
Wichtigste Rechtsgrundlagen für die Ausbildung von Lehrlingen und die notwendigen Befähigungen von Ausbildern ist das Berufsausbildungsgesetz (BAG) und die Ausbilderprüfungsordnung.

## Fachliche Kompetenz und Fähigkeiten
Vielfach wird diese Aufgabe des Ausbilders vom Betriebseigentümer selbst übernommen. Der Betriebseigentümer kann jedoch auch geeignete Mitarbeiter des Betriebes damit beauftragen.
Ausbilder weisen durch die Ausbilderprüfung oder einer dementsprechenden gleichgestellten Prüfung / Kurs die notwendigen fachlichen Kompetenzen, berufspädagogisch-methodischen und rechtlichen Kenntnisse nach.
Neben der fachlichen Kompetenz sollten Ausbilder:
- Soziale Kompetenz
- Führungseigenschaften
- Durchsetzungsvermögen
- Konfliktlösungsvermögen
- Flexibilität und
- Geduld, vorweisen.

## Ausbilderprüfung / Ausbilderkurs
Die Ausbilderqualifikation ist vielfach ein integriertes Modul bei den Meisterprüfungen bzw. Befähigungsprüfungen.
Ist eine eigene Ausbilderprüfung erforderlich, kann diese von Personen ab dem 18. Lebensjahr als mündliche Prüfung (Fachgespräch) abgelegt werden. Alternativ kann auch ein Ausbilderkurs im Ausmaß von mindestens 40 Wochenstunden mit anschließender Prüfung (Fachgespräch) absolviert werden.
Der Ausbilderprüfung sind z. B. folgende Prüfungen gleichwertig:
- Richteramtsprüfung, Notariatsprüfung, Rechtsanwaltsprüfung, Ziviltechnikerprüfung, Fachprüfung für Steuerberater, Wirtschaftsprüfer und Steuerberater, Buchprüfer und Steuerberater, Lehramtsprüfung an einer berufspädagogischen Akademie für Berufsschulen;
- die Prüfung für den Apothekerberuf;
- die Unternehmerprüfung oder die Meisterprüfung bzw. Befähigungsprüfung für bestimmte Berufe;
- bestimmte Dienstprüfungen für Beamte des Bundes, der Länder oder der Gemeinden;

Dem Ausbilderkurs entsprechen auch die Ausbildungen an einer mindestens zweijährigen Fachakademie, den Werkmeisterschulen oder an den Bauhandwerkerschulen, Meisterklassen, sofern nachgewiesen wird, dass ein Unterricht im Ausmaß von mindestens 40 Unterrichtseinheiten in den Bereichen Berufspädagogik, Mitarbeiterführung und Kommunikation erteilt wurde.

## Verhältniszahl
Ausbilder müssen, neben ihren sonstigen Tätigkeiten im Unternehmen, in der Lage sein, die persönliche Aufsicht über die Ausbildung der Lehrlinge wahrzunehmen.
Um eine qualitativ hochwertige Ausbildung sicherzustellen, ist ein bestimmtes Verhältnis von Ausbildern und Lehrlingen einzuhalten. Gemäß Berufsausbildungsgesetz sind vor der Einstellung eines Lehrlings grundsätzlich diese Verhältniszahlen zu berücksichtigen:
- je fachlich einschlägig ausgebildete Person: zwei Lehrlinge und für jede weitere fachlich einschlägig ausgebildete Person je ein weiterer Lehrling;
- max. fünf Lehrlinge pro Ausbilder, der nicht ausschließlich mit Ausbildungsaufgaben betraut ist, oder
- auf je 15 Lehrlinge zumindest ein ausschließlich mit Ausbildung betreuter Ausbilder.[5]

## Zulassung von Unternehmen zur Ausbildung von Lehrlingen
Vor dem erstmaligen Ausbilden von Lehrlingen wird durch die Lehrlingsstelle der Wirtschaftskammer nach Einholung einer Stellungnahme der Arbeiterkammer ein  Feststellungsbescheid erlassen.
Die Ausbildung von Lehrlingen durch Lehrberechtigter ist nur zulässig, wenn
- der Lehrberechtigte zur Ausübung der Tätigkeit befugt ist, in welcher der Lehrling ausgebildet werden soll;
- der Lehrberechtigte (bzw. der Ausbilder) die für die Ausbildung erforderlichen Fachkenntnisse hat;
- der Lehrberechtigte den Ausbilderkurs erfolgreich besucht hat (mit Ausnahmen)
- kein Ausbildungsverbot besteht;
- das Unternehmen so eingerichtet ist und so geführt wird, dass den Lehrlingen die notwendigen Fertigkeiten und Kenntnisse vermittelt werden können.